# Георге Апостол
Георге Апостол (на румънски: Gheorghe Apostol) е виден политик от Румънската комунистическа партия (РКП).

## Биография
Роден е на 16 май 1913 година в село Тудор Владимиреску край Галац. Работи в железниците.
През 1932 година се запознава с комуниста Георге Георгиу-Деж. Член е на РКП от 1934 г. Включва се в нелегалното комунистическо движение, за което е арестуван многократно и осъждан. Осъден е на 3 години затвор (1937), после е въдворен в лагери за политически дейци край Търгу Жиу, Каракал, Миеркуря Чук.
След идването на власт на комунистите през 1944 година Апостол е сред близките сътрудници на Г. Георгиу-Деж. Той е в така наречената „Затворническа фракция“, която се бори против „Московската фракция“ на Ана Паукер (която по-късно е изключена от партията заради десни позиции). Член е Централния комитет на РКП от 1945 г. и на неговото Политбюро от 1948 до 1969 г. Заедно с лидера Георгиу-Деж се противопоставя на започналата в Съветския съюз десталинизация през 1953 година, като партията и държавата постепенно се отдалечават от КПСС и СССР и се сближават с Китайската компартия и КНР.
Председател е на националната Обща конфедерация на труда (Confederaţiei Generale a Muncii) от 1945 до 1952 г. Като член на парламента е председател на Великото народно събрание на Румънската народна република през 1948, 1950 – 1951, 1952 г. От 1952 до 1954 г. е заместник министър-председател, като междувременно е министър на селското стопанство (1953 – 1954).
Георге Апостол е избран за първи секретар на ЦК на Румънската комунистическа партия на мястото на Георгиу-Деж през 1954 г., който отново заема поста от 1955 до смъртта си през 1965 г.
След избирането на Николае Чаушеску за първи секретар на ЦК на РКП (1965) Г. Апостол става негов последователен противник и критик от леви позиции. Чаушеску последователно понижава статута му.
Апостол е председател на Централния съвет на синдикатите (Consiliului Central al Sindicatelor) от 1955 до 1961 г. После пак е вицепремиер от 1961 до 1967 г. и отново начело на синдикатите (1967 – 1969). Генерален директор е на Генералната дирекция на държавните резерви от 1969 до 13 март 1975 г., когато е снет от длъжността за „отклонения от морала“.
Дълги години – от 1977 до 1988 г., е посланик без прекъсване в Латинска Америка: в Аржентина и Уругвай, после в Бразилия.
След завръщането си (1988) в Румъния с 5 други дисиденти ветерани на РКП (Александру Бърлъдяну, Силвиу Брукан, Корнелиу Мънеску, Константин Първулеску, Григоре Ръчяну) съставя открито писмо, т.нар. „писмо на шестимата“. В него обвиняват президента в нарушения на правата на човека. На 11 март 1989 г. е прочетено по радиостанциите „Свободна Европа“ и „Гласът на Америка“. Апостол е поставен под домашен арест и често е викан за разпит.
Освободен е след революцията от 1989 г. Възприема революцията негативно. Заедно с бившия премиер Илие Вердец основава крайно лявата Социалистическа партия на труда през 1990 г.
Георге Апостол умира на възраст 97 години в Букурещ на 21 август 2010 г.